# Résigny
Résigny est une commune française située dans le département de l'Aisne, en région Hauts-de-France.

## Géographie

### Localisation
- 1Carte dynamique
- 2Carte OpenStreetMap
- 3Carte topographique
- 4Carte avec les communes environnantes
- 5Entrée du village

Village situé dans le nord-est du département de l'Aisne, en Thiérache, situé sur la Serre à 8 kilomètres de Rozoy et 50 kilomètres de Laon. Ses communes voisines sont Grandrieux, Parfondeval, Brunehamel, Les Autels dans l'Aisne, Le Fréty et Rocquigny dans les Ardennes.

### Lieux-dits, hameaux et écarts
- Lieudits : le Courtil Genon, la Rosière, la Fontaine Aumône, la Fontaine Robin, les Jongleurs, à Colin-le-Chêne , la Fosse-aux-Reines, Monplaisir, le Fief, le Gondoozy,
- Hameaux
  - Gratreux
  - la Planche-à-Serre
  - Tran : suivant la tradition, le hameau de Tran occupe l'emplacement d'une ancienne ville ; on a découvert des vestiges d'habitations dans les terres voisines. Il y avait à Tran une chapelle dédiée à saint Martin[1].
  - les Petits-Ouies

### Hydrographie
La commune est située dans le bassin Seine-Normandie. Elle est drainée par la Serre, le ruisseau du Moulin Bataille, le cours d'eau 01 de la commune de Résigny, le cours d'eau 01 des Terres Marie, le cours d'eau 02 de la commune de Résigny, le cours d'eau 21 de la commune de Résigny, le cours d'eau 22 de la commune de Résigny et le fossé de la Fauvette,,.
La Serre, d'une longueur de 96 km, prend sa source dans la commune de La Férée, à 265 m d'altitude, et se jette  dans l'Oise (rive gauche) à Danizy, à 52 m d'altitude, après avoir traversé 39 communes.

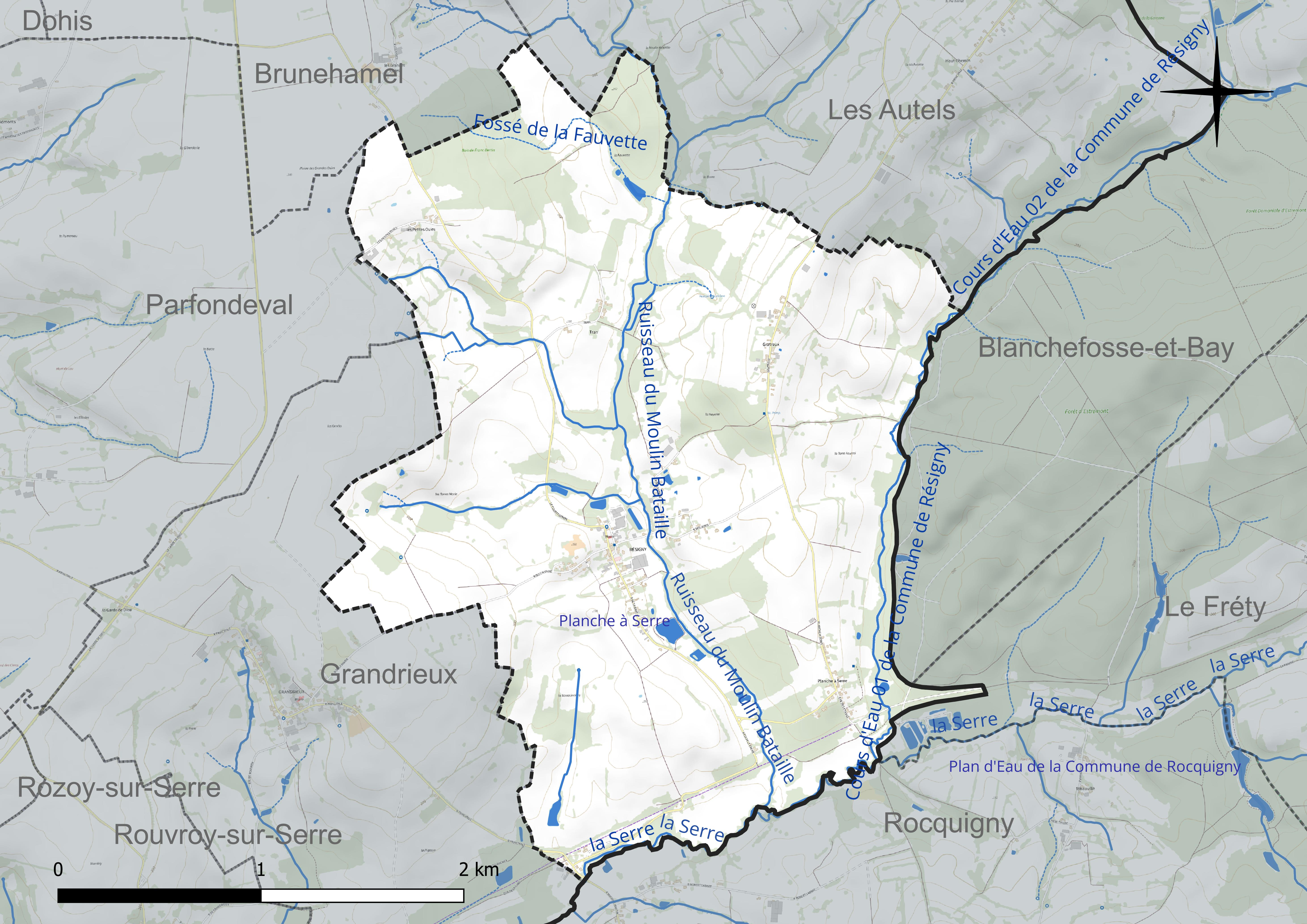
Réseau hydrographique de Résigny.

Deux plans d'eau complètent le réseau hydrographique : l'étang de Résigny (0,5 ha) et Planche à Serre (1 ha),.

### Climat
Pour des articles plus généraux, voir Climat des Hauts-de-France et Climat de l'Aisne.
En 2010, le climat de la commune est de type climat des marges montargnardes, selon une étude du CNRS s'appuyant sur une série de données couvrant la période 1971-2000. En 2020, Météo-France publie une typologie des climats de la France métropolitaine dans laquelle la commune est exposée à un climat océanique altéré et est dans la région climatique Nord-est du bassin Parisien, caractérisée par un ensoleillement médiocre, une pluviométrie moyenne régulièrement répartie au cours de l'année et un hiver froid (3 °C).
Pour la période 1971-2000, la température annuelle moyenne est de 9,8 °C, avec une amplitude thermique annuelle de 15,3 °C. Le cumul annuel moyen de précipitations est de 940 mm, avec 13,4 jours de précipitations en janvier et 9,8 jours en juillet. Pour la période 1991-2020, la température moyenne annuelle observée sur la station météorologique la plus proche, située sur la commune de Signy-l'Abbaye à 16 km à vol d'oiseau, est de 10,2 °C et le cumul annuel moyen de précipitations est de 1 060,5 mm,. Pour l'avenir, les paramètres climatiques de la commune estimés pour 2050 selon différents scénarios d'émission de gaz à effet de serre sont consultables sur un site dédié publié par Météo-France en novembre 2022.

## Urbanisme

### Typologie
Au 1er janvier 2024, Résigny est catégorisée commune rurale à habitat très dispersé, selon la nouvelle grille communale de densité à 7 niveaux définie par l'Insee en 2022.
Elle est située hors unité urbaine et hors attraction des villes,.

### Occupation des sols
L'occupation des sols de la commune, telle qu'elle ressort de la base de données européenne d'occupation biophysique des sols Corine Land Cover (CLC), est marquée par l'importance des territoires agricoles (77,1 % en 2018), une proportion identique à celle de 1990 (77,1 %). La répartition détaillée en 2018 est la suivante : 
prairies (61 %), forêts (18,3 %), terres arables (16,1 %), zones urbanisées (4,6 %).
L'évolution de l'occupation des sols de la commune et de ses infrastructures peut être observée sur les différentes représentations cartographiques du territoire : la carte de Cassini (XVIIIe siècle), la carte d'état-major (1820-1866) et les cartes ou photos aériennes de l'IGN pour la période actuelle (1950 à aujourd'hui).

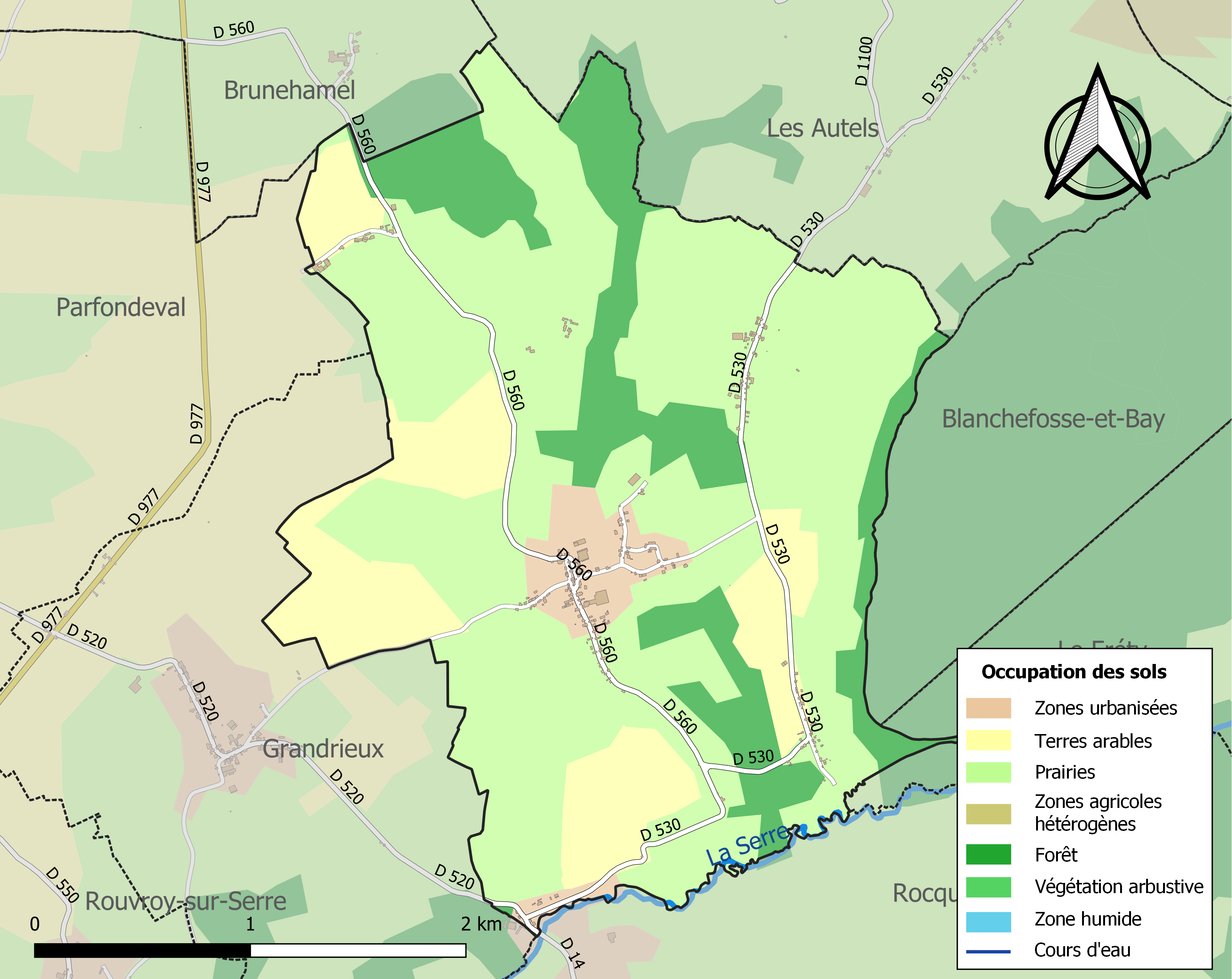
Carte de l'occupation des sols de la commune en 2018 (CLC).

## Toponymie
- Résignis (1410)[23].

## Histoire
Le village était, à son origine qui pourrait remonter au IXe siècle, une réunion de charpentiers, de bûcherons et de charbonniers vivant au milieu des bois.
Au Moyen Âge, le terroir de Résigny appartenait aux seigneurs de Résigny.
Au XIIe siècle, Résigny était un alleu qui appartenait au chapitre de Rozoy; Il lui avait été donné en 1018, au moment de sa fondation, par Hilgaud, seigneur de Rozoy, confirmé par le pape en 1179, avec le moulin à eau et ses dépendances.
Les communes de Résigny et de Brunehamel sont longtemps en désaccord sur la ligne de démarcation de leurs terroirs respectifs. Au mois de
ventôse an III, cette question s'agite encore à cause des impôts ; le 17 vendémiaire an IV, il est procédé à un arrangement entre les deux municipalités.
En 1865, on compte à Résigny plus de 60 métiers pour le tissage des étoffes de laine et de coton.

## Politique et administration

### Rattachements administratifs et électoraux
La commune se trouve dans le département de l'Aisne. Faisant partie depuis 1801 de l'arrondissement de Laon, elle en est détachée le 1er janvier 2017 pour intégrer l'arrondissement de Vervins
Pour l'élection des députés, elle fait partie depuis 2058 de la première circonscription de la Seine-Maritime.
Elle faisait partie depuis 1801 du canton de Rozoy-sur-Serre. Dans le cadre du redécoupage cantonal de 2014 en France, la commune est désormais rattachée au canton de Vervins.

### Intercommunalité
La commune fait partie de la communauté de communes des Portes de la Thiérache, créée fin 1997.

### Liste des maires
| Période                                  | Période                   | Identité                    | Étiquette | Qualité                                  |
| ---------------------------------------- | ------------------------- | --------------------------- | --------- | ---------------------------------------- |
| février 1790                             |                           | Pierre Machot               |           | Maire élu                                |
| An IV                                    | An VI                     | Jean Sinet                  |           | Agent national                           |
| An VI                                    | An VIII                   | Henri Lefèvre               |           | Agent national                           |
| An VIII                                  | An XII                    | Jean-Baptiste Bonnaire      |           |                                          |
| An XII                                   | 1808                      | Pierre Machot               |           |                                          |
| 1808                                     | 1813                      | Jean-François Grandvallet   |           |                                          |
| 1813                                     | 1830                      | Charles Flucher             |           |                                          |
| 1830                                     | 1837                      | Hyacinthe-Stanislas Lemaire |           |                                          |
| 1837                                     | 1843                      | Jean-Pierre Cordier         |           |                                          |
| 1843                                     | 1846                      | Jean-Charles Flucher        |           |                                          |
| 1846                                     | 1848                      | Jean-Louis-Michel Douce     |           |                                          |
| 1848                                     |                           | Jean-François Sinet         |           | intérimaire                              |
| 1848                                     | Après 1865                | Jean-Baptiste Grandvallet   |           | Officier en retraite, en exercice        |
| Les données manquantes sont à compléter. |                           |                             |           |                                          |
| avant 1875                               | après 1876                | Claise                      |           |                                          |
| Les données manquantes sont à compléter. |                           |                             |           |                                          |
| ?                                        | ?                         | Delarbre                    |           |                                          |
| Les données manquantes sont à compléter. |                           |                             |           |                                          |
| avant 1988                               | ?                         | Roger Sinet                 |           |                                          |
| mars 2001                                | mars 2008                 | Emma Marchand               |           |                                          |
| mars 2008                                | En cours (au 4 juin 2020) | Michel Lemaire              | DVD       | Retraité Réélu pour le mandat 2020-2026, |

## Démographie
L'évolution du nombre d'habitants est connue à travers les recensements de la population effectués dans la commune depuis 1793. Pour les communes de moins de 10 000 habitants, une enquête de recensement portant sur toute la population est réalisée tous les cinq ans, les populations de référence des années intermédiaires étant quant à elles estimées par interpolation ou extrapolation. Pour la commune, le premier recensement exhaustif entrant dans le cadre du nouveau dispositif a été réalisé en 2005.

En 2022, la commune comptait 161 habitants, en évolution de −12,97 % par rapport à 2016 (Aisne : −1,97 %, France hors Mayotte : +2,11 %).
| 1793 | 1800 | 1806 | 1821 | 1831 | 1836 | 1841 | 1846 | 1851 |
| ---- | ---- | ---- | ---- | ---- | ---- | ---- | ---- | ---- |
| 732  | 750  | 741  | 819  | 863  | 909  | 873  | 825  | 790  |

| 1856 | 1861 | 1866 | 1872 | 1876 | 1881 | 1886 | 1891 | 1896 |
| ---- | ---- | ---- | ---- | ---- | ---- | ---- | ---- | ---- |
| 731  | 707  | 685  | 644  | 633  | 572  | 528  | 572  | 509  |

| 1901 | 1906 | 1911 | 1921 | 1926 | 1931 | 1936 | 1946 | 1954 |
| ---- | ---- | ---- | ---- | ---- | ---- | ---- | ---- | ---- |
| 504  | 449  | 436  | 385  | 366  | 350  | 327  | 358  | 357  |

| 1962 | 1968 | 1975 | 1982 | 1990 | 1999 | 2005 | 2006 | 2010 |
| ---- | ---- | ---- | ---- | ---- | ---- | ---- | ---- | ---- |
| 337  | 320  | 323  | 271  | 238  | 208  | 175  | 169  | 175  |

| 2015 | 2020 | 2022 | - | - | - | - | - | - |
| ---- | ---- | ---- | - | - | - | - | - | - |
| 181  | 166  | 161  | - | - | - | - | - | - |

## Culture locale et patrimoine

### Lieux et monuments
- Église Saint-Nicolas.
- Monument aux morts.
- Petit patrimoine religieux : croix de chemin.
- Petit patrimoine civil : lavoir.
- Ancien château, vendu, vers la fin de la Révolution, par Marie-Louis-Etienne d'Y de Résigny et en grande partie démoli.
- Ancienne gare sur la ligne de la Vallée de la Serre.

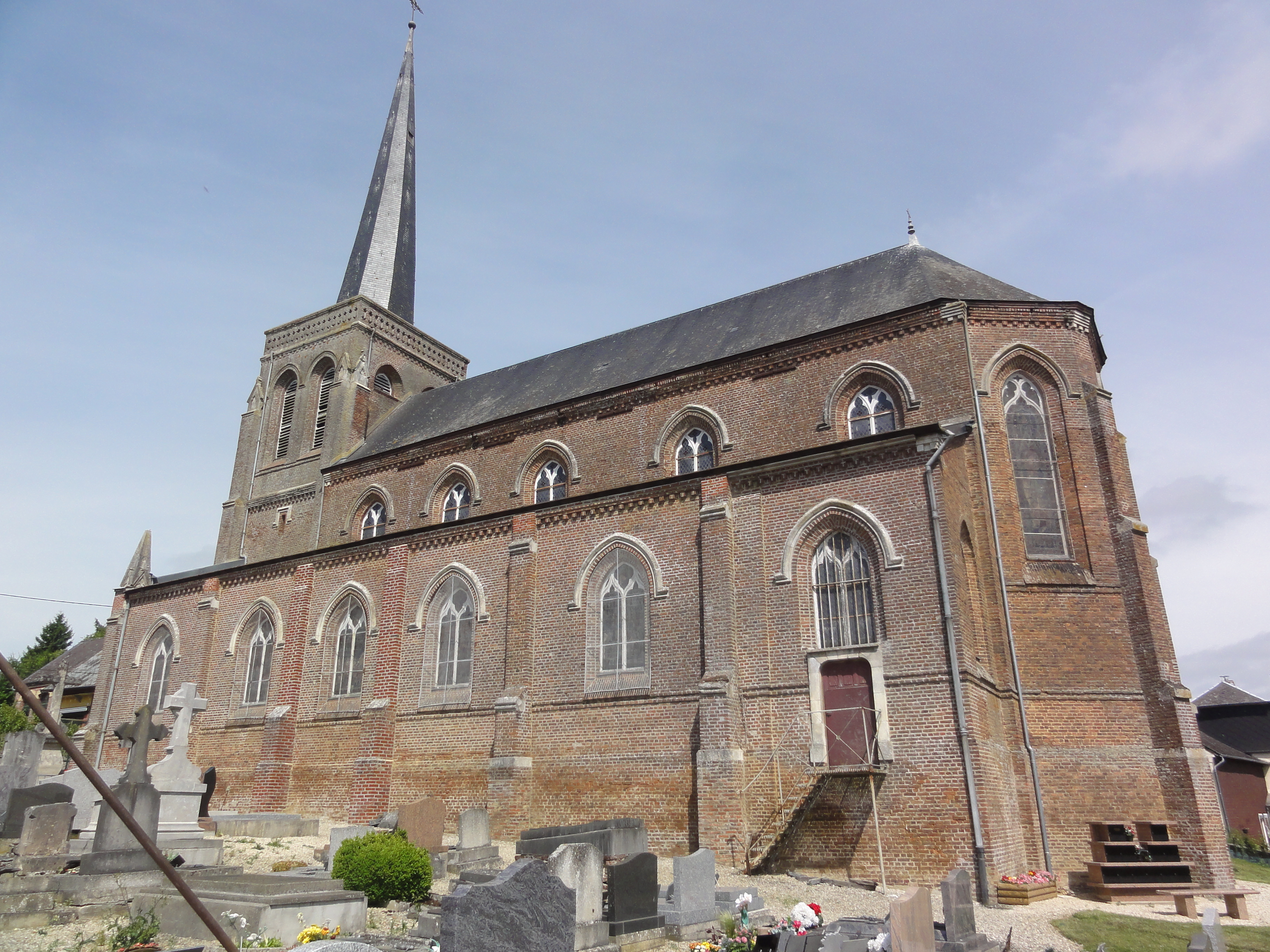
Église Saint-Nicolas.
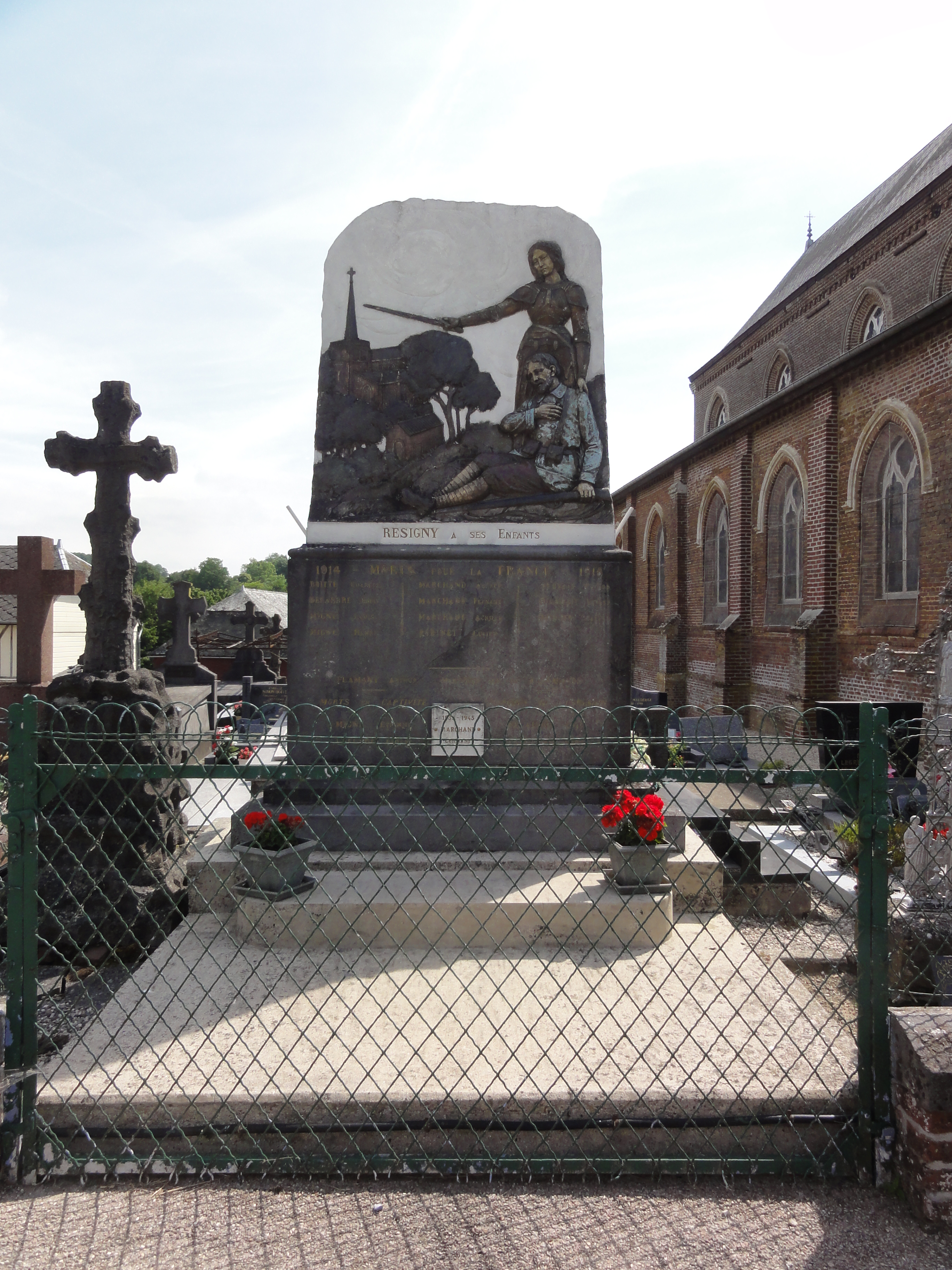
Monument aux morts au cimetière.
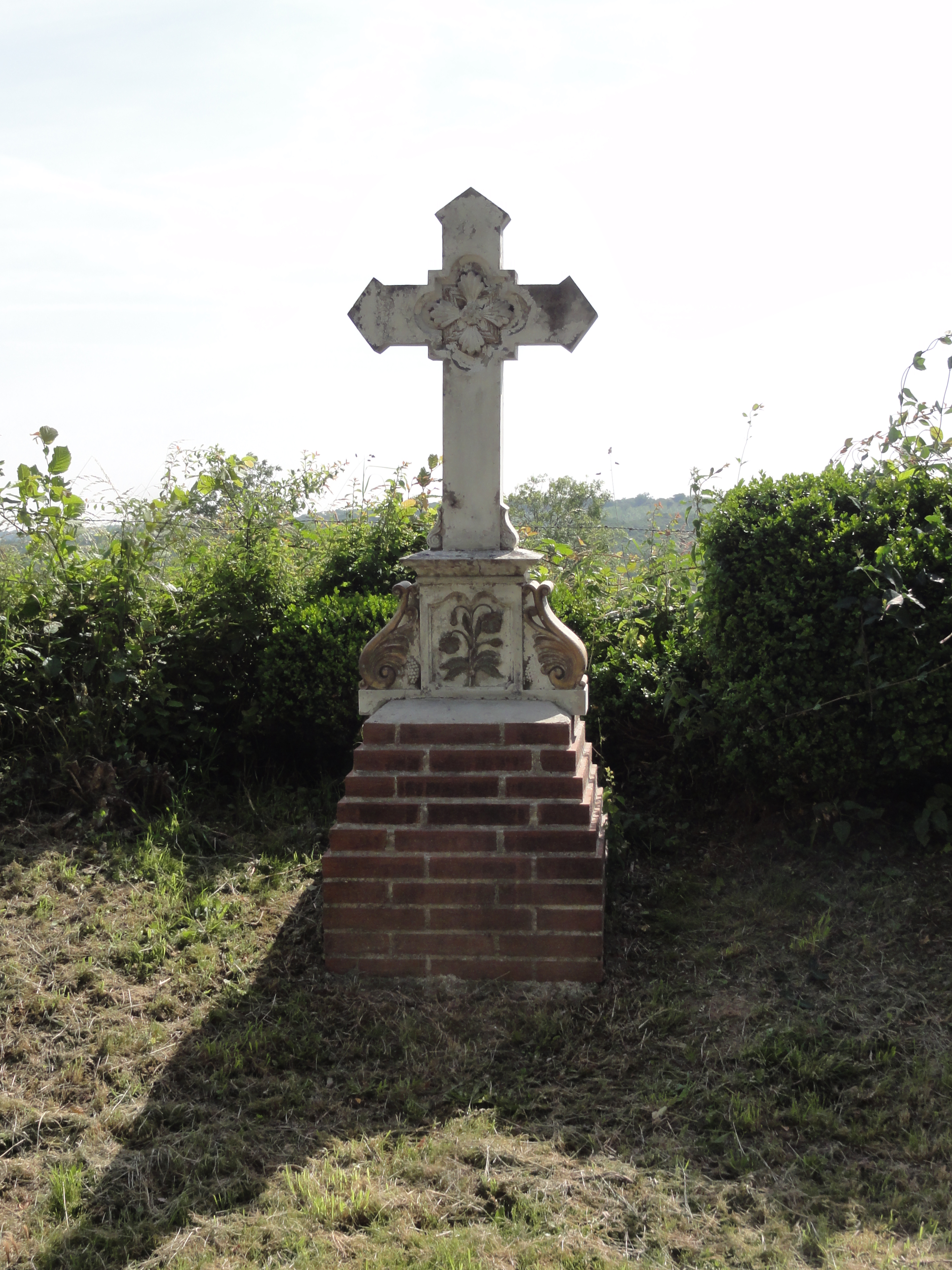
Croix de chemin à Gratreux (entre Résigny et Les Autels).
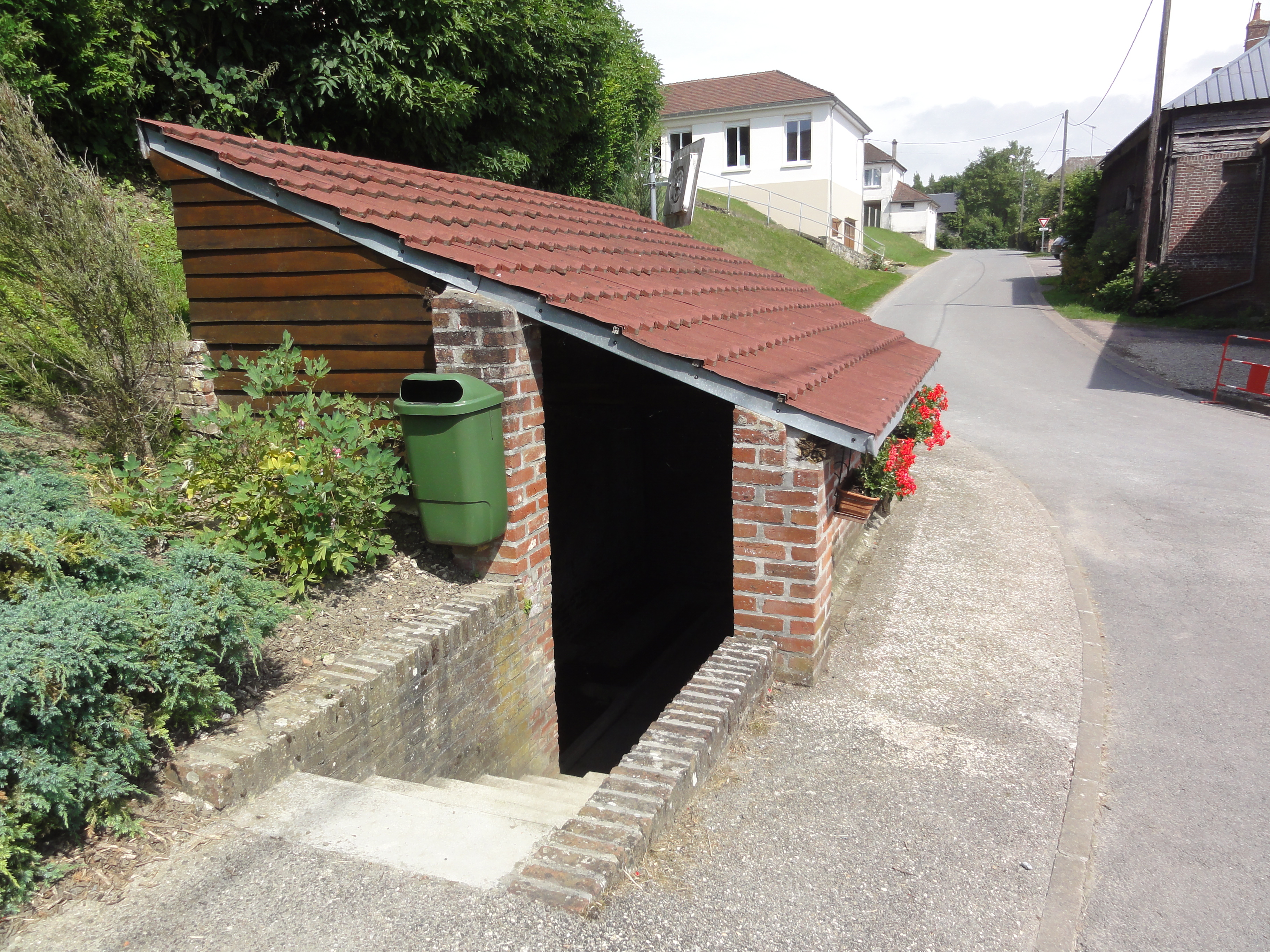
Lavoir.
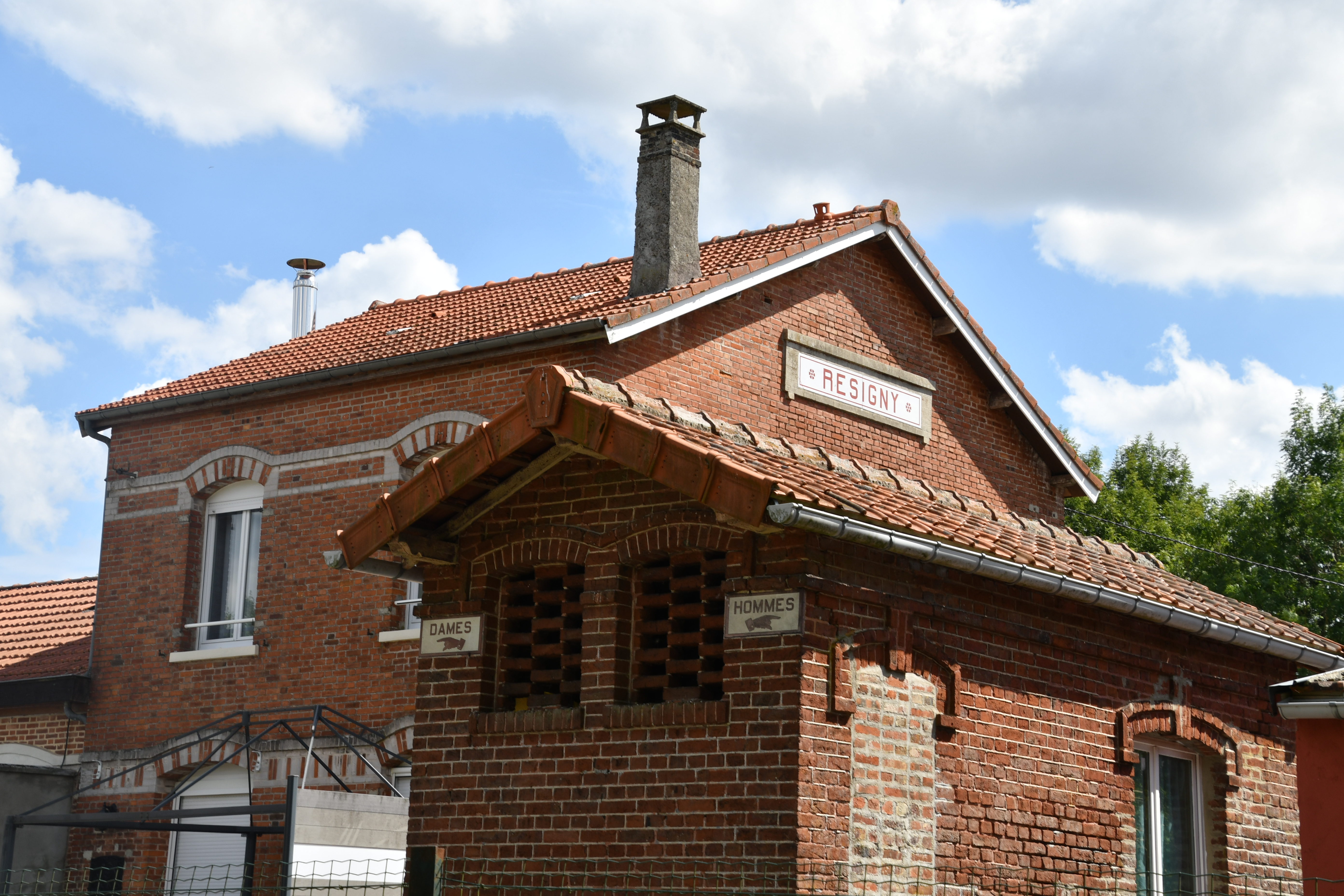
Ancienne gare de Résigny.

### Personnalités liées à la commune
- Marie Jules Louis d'Y de Résigny (1788-1857), né à Résigny, officier d'ordonnance de Napoléon Ier.

### Héraldique
| Blason de Résigny | Blason  | Deux écus accolés : 1 d'azur aux trois chevrons d'or, 2 d'azur aux trois poissons d'argent posés en pal. |
| Blason de Résigny | Détails | Le statut officiel du blason reste à déterminer.                                                         |